# Laffercurve

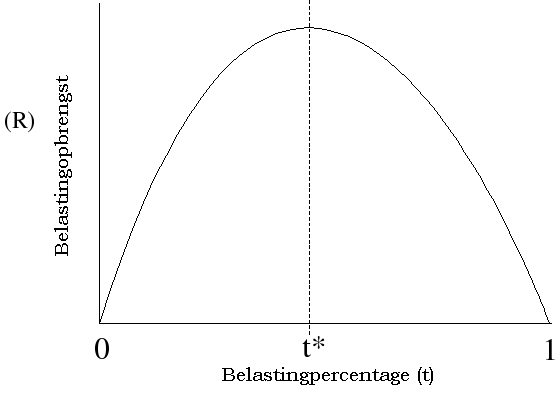
t* geeft het belastingpercentage weer waarbij de belastingopbrengst maximaal is.
N.B.: Deze grafiek is niet op schaal; t* kan zich theoretisch gezien overal bevinden, niet noodzakelijk in de nabijheid van 50% zoals hier wordt weergegeven.

De laffercurve of lafferkromme geeft het theoretische verband weer tussen de belastingtarieven en de belastingontvangsten. De curve is genoemd naar de Amerikaans supply-side econoom Arthur Laffer, die betoogde dat hoge belastingtarieven er in het algemeen toe leiden dat er minder gewerkt wordt.

## Verloop
Er zijn twee extremen in deze grafiek zijnde 0% en 100% belastingtarief. Bij 0% ontvangt de overheid niets. Dit is ook het geval bij 100% omdat niemand nog de intentie zou hebben om te gaan werken (tenzij buiten de boeken). Ergens tussen 0% en 100% is er een tarief (percentage) waarbij de ontvangsten maximaal zijn voor de overheid. Voordat dit percentage is bereikt, zullen door een stijging van het tarief ook de ontvangsten stijgen. Nadat dit maximumpercentage is bereikt, zullen de belastingopbrengsten juist afnemen door een stijging van het belastingtarief. Als men ervan uitgaat dat het belastingpercentage van een economie zich boven dat maximumpercentage bevindt, zal door een daling van het belastingpercentage de belastingopbrengst weer toenemen.

## Basis voor belastingverlaging
De overheid zou de belastinginkomsten kunnen maximaliseren door het belastingtarief te bepalen bij de piek van deze kromme. Het punt waar de kromme zijn maximum bereikt is onderwerp van speculatie. Er bestaat geen ondubbelzinnige methode om het tarief dat een maximale opbrengst garandeert te bepalen. Politici die bij het pleiten voor een belastingverlaging een beroep doen op de laffercurve gaan uit van de niet te bewijzen aanname dat in de economie van hun land de kromme zijn maximum is gepasseerd.
Onder anderen Ronald Reagan en Margaret Thatcher stonden achter voornoemde redenatie. In het begin van de jaren 80 werd zowel door de regering Thatcher als de regering Reagan aangenomen dat de fiscale aanslag in hun land over het maximum in het dalende deel van de curve zat en werd dus verlaagd. Dit kwam tegemoet aan hun neoliberale ideologie: de stelling dat de belastingaanslag eigenlijk altijd te hoog is. In het Verenigd Koninkrijk lukte de aanpassing, aangezien de belastinginkomsten stegen; de Amerikaanse belastinginkomsten daalden echter. Achteraf is dit de verklaring: in de VS werd weinig belasting geheven, een overschrijding van het punt van maximale opbrengst was er onwaarschijnlijk.